# San Biagio Platani
San Biagio Platani é uma comuna italiana da região da Sicília, província de Agrigento, com cerca de 3.784 habitantes. Estende-se por uma área de 42 km², tendo uma densidade populacional de 90 hab/km². Faz fronteira com Alessandria della Rocca, Casteltermini, Sant'Angelo Muxaro, Santo Stefano Quisquina, Cianciana.

## Demografia
| Variação demográfica do município entre 1861 e 2011                               |
|                                                                                   |
| Fonte: Istituto Nazionale di Statistica (ISTAT) - Elaboração gráfica da Wikipedia |